# 타일러 워드
타일러 레이 워드(Tyler Ray Ward, 1988년 3월 12일 ~ )는 미국의 싱어송라이터이다.